# Khachardzan
Khachardzan (in armeno Խաչարձան?, chiamato anche Khach'ardzan; precedentemente Polad Ayrum e Polad) è un comune dell'Armenia di 383 abitanti (2001) della provincia di Tavush. Il vecchio nome del paese riflette la presenza degli Ayrum.